# Paracamenta conspicua
Paracamenta conspicua är en skalbaggsart som beskrevs av Louis Albert Péringuey 1904. Paracamenta conspicua ingår i släktet Paracamenta och familjen Melolonthidae. Inga underarter finns listade i Catalogue of Life.